# Rivolta Ikhwan
La rivolta Ikhwan ebbe inizio nel 1927, quando elementi dell'Ikhwan, fratellanza tribale radicale islamica d'Arabia, minarono l'autorità di Ibn Saud e iniziarono a razziare alle frontiere con Iraq e Kuwait. I rapporti tra ibn Saud e gli Ikhwan si deteriorarono in una sanguinosa faida aperta nel dicembre 1928. Gli scontri principali della ribellione avvennero nella battaglia di Sabilla il 29 marzo 1929., battaglia di Jabal Shammar (1929), nuovamente nella regione di Jabal Shammar nell'agosto 1929, e l'attacco degli Ikhwan alle tribù Awazim il 5 ottobre 1929. Faisal al-Dawish, uno dei principali capi della ribellione e capo della tribù Mutair, andò in Kuwait nell'ottobre 1929. Le truppe governative soppressero definitivamente la ribellione il 10 gennaio 1930, quando altri capi ribelli si arresero ai britannici. Dopo questo evento, gli Ikhwan rimasero senza una guida, ed i pochi combattenti rimasti vennero incorporati nell'esercito saudita. Sultan bin Bajad, uno dei tre principali capi degli Ikhwan, venne ucciso nel 1931, mentre Faisal al-Dawish morì in prigione a Riyadh il 3 ottobre 1931.

## Antefatto
All'inizio del XX secolo l'Arabia fu un'arena di guerre tribali, che portarono poi alla unificazione sotto la guida di ibn Saud. Lo strumento principale per raggiungere queste conquiste furono gli Ikhwan, un esercito tribale di beduini wahhabita guidato da Bajad bin Sultan al-Otaibi e Faisal al-Dawish Dal loro nucleo di Nejd e aiutati dalla caduta dell'Impero ottomano dopo la prima guerra mondiale, la fratellanza aveva completato la conquista del territorio, che doveva diventare l'Arabia Saudita, entro la fine del 1925. Il 10 gennaio 1926 Abdul-Aziz si dichiarò re di Hejaz e, poi, il 27 gennaio 1927 prese il titolo di re di Nejd (il suo precedente titolo essendo stato sultano).

## Gli Ikhwan minano l'autorità di Ibn Saud
Dopo la conquista del Hejaz, alcuni leader Ikhwan vollero continuare l'espansione del regno wahhabita nei protettorati britannici della Transgiordania, Iraq e Kuwait. La tribù aveva già tentato l'acquisizione di territori esterni con la guerra Kuwait-Najd e e nelle incursioni Ikhwan in Transgiordania, ma avevano subito pesanti perdite. Sfidando Ibn Saud, elementi dell'Ikhwan, costituiti principalmente della tribù Mutair sotto al-Dawish, fecero irruzione a sud dell'Iraq il 5 novembre 1927, scontrandosi con le truppe irachene vicino Busayya e provocando circa 20 morti su entrambi i lati. Altri Ikhwan fecero delle razzie in Kuwait nel gennaio 1928. In entrambe le occasioni razziarono cammelli e pecore, e poiché si comportarono in maniera brutale subirono pesanti ritorsioni dalla RAF e dai kuwaitiani.
Nel gennaio 1929, una irruzione Ikhwan nello sceiccato del Kuwait determinò l'uccisione di un missionario statunitense, il dottor Bilkert, che viaggiava su di un'auto ospite del filantropo Charles Crane. In assenza di segnali da parte di Ibn Saud di mobilitazione delle sue forze per fermare le incursioni, la RAF intervenne in Kuwait.

## Rivolta

### Battaglia di Sabilla
Ibn Saud, tuttavia, rifiutò di accettare le incursioni selvagge Ikhwani, riconoscendo il pericolo di un conflitto diretto con gli inglesi. Gli Ikhwan quindi si ribellarono apertamente nel dicembre 1928. Il più grande scontro fra le parti avvenne il 30-31 marzo 1929, nella battaglia di Sabilla, dove la leadership Ikhwan venne massacrata. La battaglia di Sabilla fu l'ultima grande battaglia di truppe cammellate, e per questo ha un'importanza storica. Essa divenne la scena di carneficina per gli Ikhwan tecnologicamente impreparati contro la cavalleria e le mitragliatrici dell'esercito di Ibn Saud. All'indomani della battaglia circa 500 uomini Ikhwan erano morti sul campo di battaglia, mentre le perdite di Ibn Saud furono soltanto di circa 200 uomini.

### Battaglia di Jabal Shammar
Gli Ikhwan e le truppe governative si scontrarono nuovamente a Jabal Shammar nell'agosto 1929, dove morino circa 1 000 uomini in totale su entrambi i fronti.

### Attacco alla tribù Awazim
Nonostante le perdite subite, gli Ikhwan continuarono la loro ribellione attaccando la tribù Awazim il 5 ottobre 1929, perdendo altri 250 uomini.

### Accordi finali
Faisal al-Dawish si rifugiò in Kuwait nell'ottobre 1929, e le truppe governative riuscirono a sopprimere definitivamente la rivolta il 10 gennaio 1930 quando gli ultimi capi ribelli vennero arrestati dai britannici.

## Conseguenze
Con l'arresto degli ultimi capi gli Ikhwan rimasero senza una guida, ed i pochi soldati rimasti vennero incorporati nell'esercito saudita. Sultan bin Bajad, uno dei principali capi Ikhwan, venne ucciso nel 1931, e Faisal al-Dawish morì in prigione a Riyadh il 3 ottobre 1931.
Nel settembre 1932, i due regni di Hejaz e Nejd vennero riuniti a formare il Regno dell'Arabia Saudita.